# جون روبرتسون (سياسي نيوزيلندي)
جون روبرتسون (بالإنجليزية: John Robertson)‏ هو سياسي نيوزيلندي، ولد في 1875 في اسكتلندا في المملكة المتحدة، وتوفي في 1952 في نيوزيلندا. نشط حزبياً في حزب العمال النيوزيلندي. وقد انتخب عضو مجلس النواب النيوزيلندي عن دائرة Masterton (New Zealand electorate) ‏ (20 نوفمبر 1911 – 10 ديسمبر 1914).